# Hidrocortisona
La hidrocortisona, que se vende con varios nombres comerciales, es el nombre de la hormona cortisol cuando se suministra como medicamento. Los usos incluyen afecciones como insuficiencia adrenocortical, síndrome adrenogenital, calcio en sangre elevado, tiroiditis, artritis reumatoide, dermatitis, asma y EPOC. Es el tratamiento de elección para la insuficiencia adrenocortical. Se puede administrar por vía oral, por vía tópica o por inyección. La interrupción del tratamiento después de un uso prolongado debe hacerse lentamente.
Los efectos secundarios pueden incluir cambios en el estado de ánimo, mayor riesgo de infección e hinchazón. Con el uso a largo plazo, los efectos secundarios comunes incluyen osteoporosis, malestar estomacal, debilidad física, moretones con facilidad e infecciones por hongos. Mientras se usa, no está claro si es seguro durante el embarazo. Funciona como un antiinflamatorio y supresor inmunológico.
La hidrocortisona fue descubierta en 1955.  Está en la Lista de medicamentos esenciales de la Organización Mundial de la Salud, los medicamentos más efectivos y seguros que se necesitan en un sistema de salud. Está disponible como un medicamento genérico. El costo mayorista en países en vías desarrollo es de aproximadamente US$0,27 por día para el año 2014 para la fórmula oral. En los Estados Unidos cuesta menos de US$25 para un mes típico de tratamiento.

## Farmacología

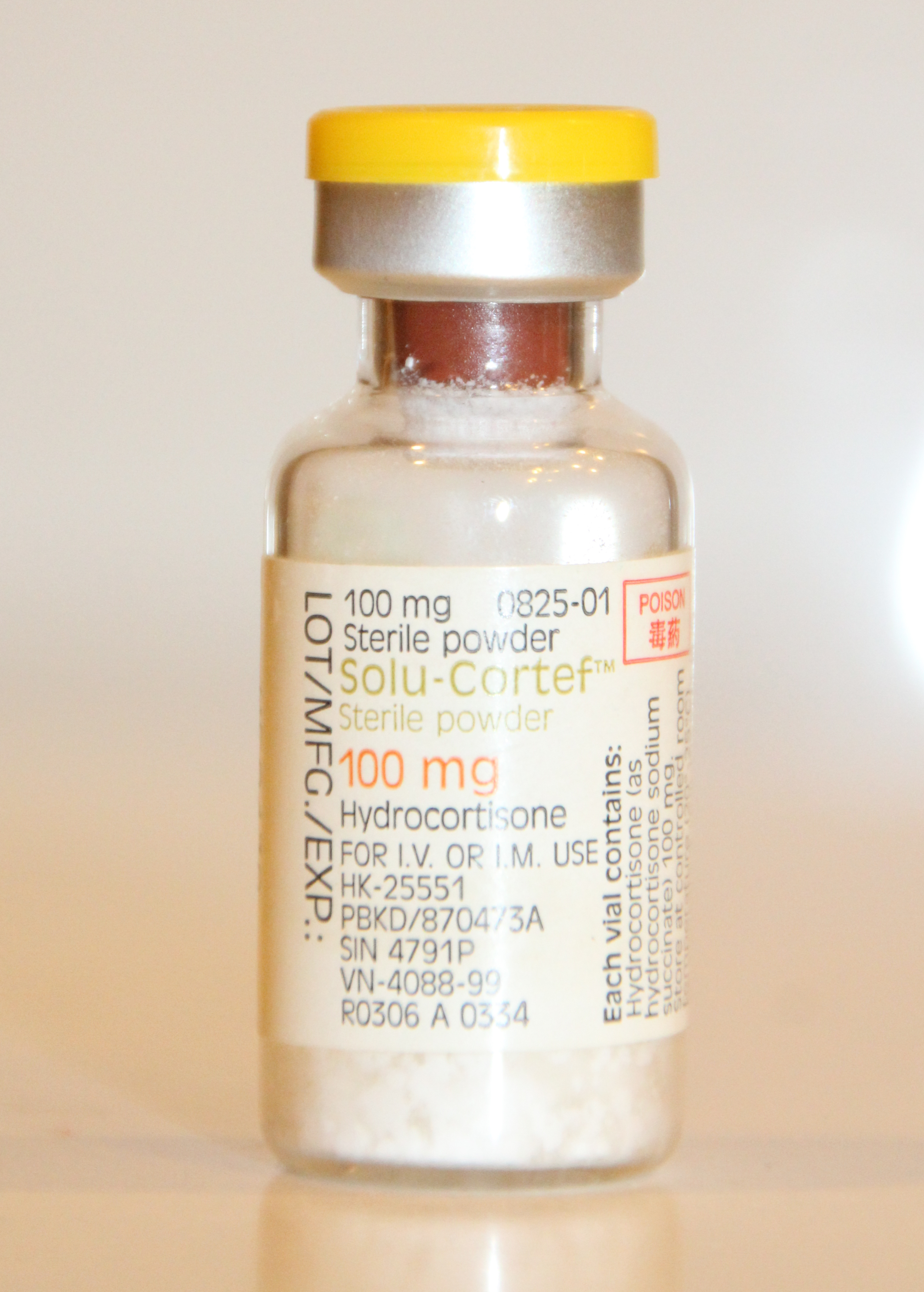
Cortisol para inyección

Hidrocortisona es el término farmacéutico para el cortisol utilizado en la administración oral, la inyección intravenosa o la aplicación tópica. Se usa como un fármaco inmunosupresor, administrado por inyección en el tratamiento de reacciones alérgicas graves como anafilaxis y angioedema, en lugar de prednisolona en pacientes que necesitan tratamiento con esteroides pero no pueden tomar medicamentos orales, y perioperatoriamente en pacientes que reciben tratamiento con esteroides a largo plazo para prevenir la enfermedad de Addison. También se puede inyectar en articulaciones inflamadas como resultado de enfermedades como la gota. 
En comparación con la hidrocortisona, la prednisolona es aproximadamente cuatro veces más fuerte y la dexametasona aproximadamente cuarenta veces más fuerte en su efecto antiinflamatorio. La prednisolona también se puede usar como reemplazo del cortisol, y a niveles de dosis de reemplazo (en lugar de niveles antiinflamatorios), la prednisolona es aproximadamente ocho veces más potente que el cortisol. Para efectos secundarios, ver corticosteroides y prednisolona. 
Se puede usar tópicamente para erupciones alérgicas, eccema, psoriasis, picazón y otras afecciones inflamatorias de la piel. Las cremas tópicas de hidrocortisona y los ungüentos están disponibles en la mayoría de los países sin receta médica en concentraciones que van del 0,05% al 2,5% (según las regulaciones locales) con formas más potentes disponibles solo con receta. Cubrir la piel después de la aplicación aumenta la absorción y el efecto. Esta mejora a veces se prescribe, pero de lo contrario se debe evitar para no llevar a una sobredosis y un impacto sistémico. 

### Enlace proteico
La mayoría del cortisol sérico (todo menos el 4%) está unido a proteínas, incluida la globulina de unión a corticosteroides (CBG) y la albúmina sérica. El cortisol libre pasa fácilmente a través de las membranas celulares, donde se une a los receptores de cortisol intracelular.

## Química
La hidrocortisona, también conocida como 11β, 17α, 21-trihidroxipregn-4-eno-3,20-diona, es un esteroide de pregnano natural .

## Efectos adversos
Se conocen principalmente los siguientes:					
- distribución anormal de grasas (obesidad troncal, cara de luna llena, etc.)
- hiperglucemia
- diabetes por esteroides
- hipercolesterolemia
- hipertrigliceridemia
- retraso del crecimiento en niños